# Monsieur et Madame Denis

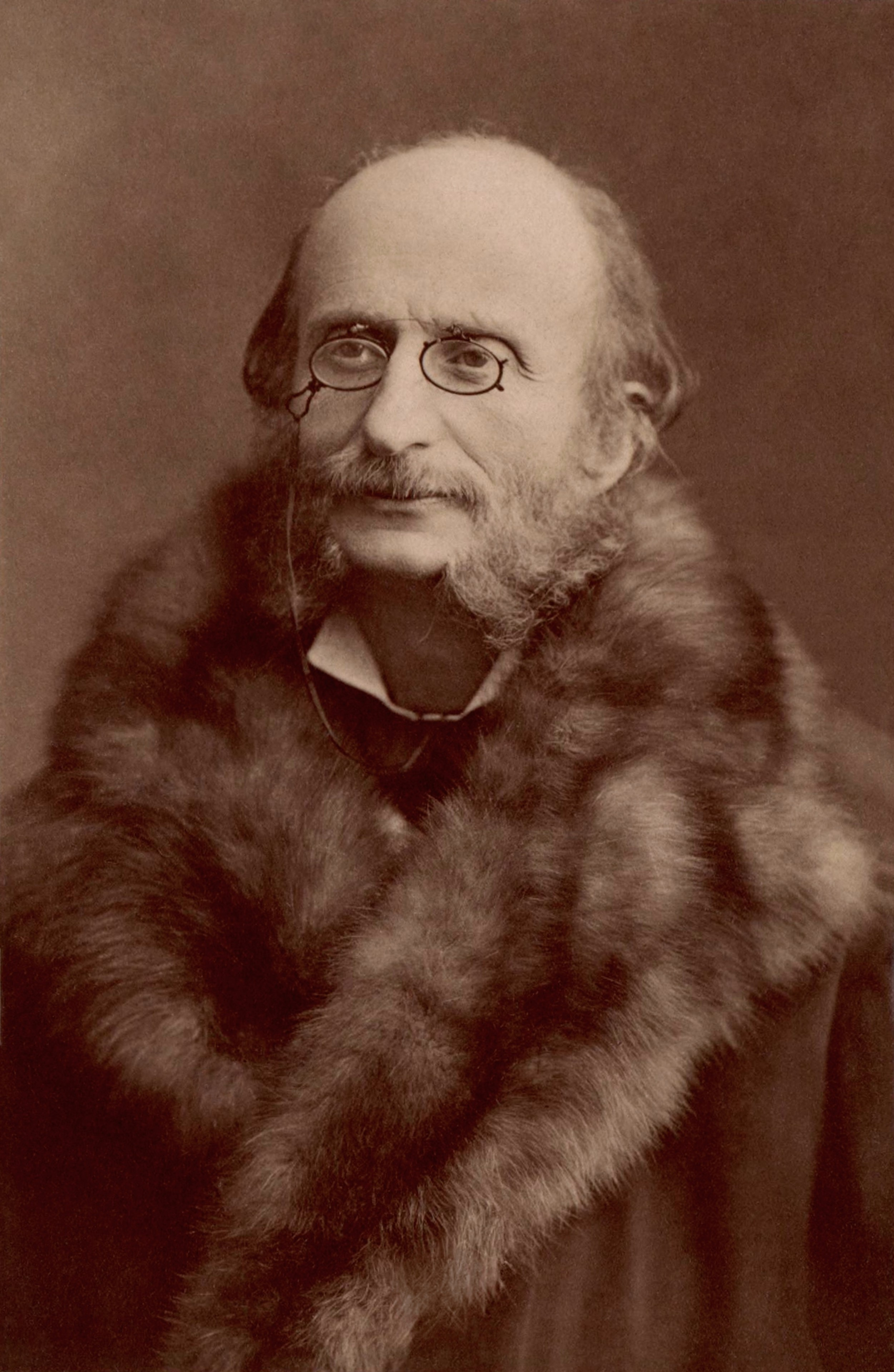
Jacques Offenbach

Monsieur et Madame Denis är en opéra-comique (operett) i en akt med musik av Jacques Offenbach och libretto av Laurencin (Paul-Aimé Chapelle) and Michel Delaporte. Verket byggde på en populär vaudeville och inkluderade en "chaconne" (även citerad i ouvertyren) vilken blev välkänd på egen hand.

## Historia
En 'chanson de M et Mme Denis' av Marc-Antoine Désaugiers (1742–93) blev en populär sång under det sena 1700-talet. Den ingick i Baron de Rougemonts (Michel-Nicolas Balisson, 1781–1840) 'tableau conjugal' Monsieur et Madame Denis framförd på Théâtre des Variétés 1808. Senare vaudevilles med liknande ämne av Anicet och Delaporte, samt av Brazier och Simonnin var också framgångsrika i Paris.

## Uppförandehistorik
Premiären ägde rum den 11 januari 1862 på Théâtre des Bouffes-Parisiens i Paris med sångarna Darcier och Simon i huvudrollerna, som också gjorde sina debuter på teatern. Verket gavs senare i Bryssel och på Theater am Franz-Josefs-Kai i Wien. Ytterligare uppsättningar framfördes i Hamburg i maj, Berlin i juni och Budapest i juli 1862. Chaconnen blev en vanlig inlaga i andra populära shower.

## Personer
| Roller                         | Röststämma | Premiärbesättning 11 januari 1862 (Dirigent: Jacques Offenbach) |
| ------------------------------ | ---------- | --------------------------------------------------------------- |
| Lucile du Coudrai, Denis niece | sopran     | Pfotzer                                                         |
| Gaston d’Amboise, Denis gudson | sopran     | Juliette Darcier                                                |
| Nanette, tjänare               | sopran     | Simon                                                           |
| Bellerose, vaktchef            | tenor      | Potel                                                           |
| Vakter                         |            |                                                                 |

## Handling
Salongen hos Monsieur och Madame Denis, Paris, 1750
Gaston d’Amboise är gudson till Monsieur och Madame Denis, och hoppas kunna gifta sig med deras niece Lucile. 
Husan Nanette är ensam i huset och förbereder herrskapets återkomst från St Germain.
Efter att ha rövat bort Lucile från hennes skola anländer Gaston tillsammans med henne för att be om herrskapets välsignelse. Nanette förklarar att de inte är hemma, men just som de satt sig ned för att avsmaka familjens middag knackar vakter på dörren då bortrövandet har anmälts.
Gaston och Lucile har tid att klä ut sig till Monsieur och Madame Denis. Vaktchefen Bellerose kommer in och hotar att arrestera de två ungdomarna. Gaston gör en oförsiktig rörelse och hans svärd syns. Bellerose går ut men återvänder med fler soldater.
Trots att komplotten är avslöjad börjar Nanette servera soldaterna vin. De blir berusade och börjar sjunga och dansa. Lucile sjunger chaconnen, och de utmattade soldaterna blir bundna med gardiner och rep. När Monsieur och Madame Denis anländer hälsas de av det unga paret medan ridån går ner.

## Musiknummer
- Ouvertyr
- Couplets (Nanette) « Hélas ! Un jour à mon tour la vieillesse »
- Duo (Lucile, Gaston) « Partir seule avec moi »
- Couplets de Bellerose « Vous voyez en moi Bellerose »
- Quatuor (Lucile, Nanette, Gaston, Bellerose) « Grand Dieu ! les voici réveillés »
- Morceau d’Ensemble « Marchons, marchons ensemble »
- Ensemble et Couplets à Boire « Versez et buvons à plein verre »
- La Chaconne (Lucile) « Dansons la Chaconne »
- Ronde du Guet « C’est la ronde qui partout veille »
- Final « En liberté je vais vous mettre »